# Svealena Kutschke
Svealena Kutschke (* 1977 in Lübeck) ist eine deutsche Autorin.

## Leben
Kutschke studierte Kulturwissenschaften und Ästhetische Praxis in Hildesheim. 2006/2007 erhielt sie das Werkstatt-Stipendium der Jürgen-Ponto-Stiftung und gewann 2008 den 2. Preis beim Berliner Literaturwettbewerb „open mike“. Sie lebt in Berlin.
Ihr Debütroman Etwas Kleines gut versiegeln erschien 2009 im Wallstein Verlag. Sie erhielt das Berliner Senatsstipendium 2014, und Aufenthaltsstipendien des Goetheinstituts in China und Kroatien. 2013 erschien ihr zweiter Roman Gefährliche Arten im Eichborn Verlag. 2017 erschien ihr dritter RomanStadt aus Rauch. 
2019 war ihr Theaterstück zu unseren füßen, das gold, aus dem boden verschwunden zu den Autorentheatertagen am Deutschen Theater Berlin eingeladen. Svealena Kutschke wurde 2019 mit dem Förderpreis des Schiller-Gedächtnis-Preises ausgezeichnet. Im März 2022 erhielt sie in Wesselburen den Friedrich-Hebbel-Preis für ihren Roman Gewittertiere.

## Veröffentlichungen
- Etwas Kleines gut versiegeln. Wallstein, Göttingen 2009.
- Gefährliche Arten. Eichborn, Köln 2013.
- Stadt aus Rauch. Eichborn, Köln 2017.
- Gewittertiere. claassen, Berlin 2021.
- Gespensterfische. Schöffling & Co., Frankfurt am Main 2025.

## Auszeichnungen
- 2014: Arbeitsstipendium für Schriftsteller der Kulturverwaltung des Berliner Senats[4]
- 2019: Einladung zu den  Autorentheatertagen 2019[5]
- 2019: Förderpreis des Schiller-Gedächtnispreises[6]
- 2022: Friedrich-Hebbel-Preis für Gewittertiere[7]